# Брезов певец
Брезовият певец  (Phylloscopus trochilus) е птица от семейство Phylloscopidae. Среща се и в България.

## Общи сведения
Брезовият певец е прелетна птица и всички индивиди презимуват в Африка на юг от Сахара. Връща се по гнездовите си територии рано напролет.
Типичен представител на рода Певци: отгоре е зеленикаво-кафяв, а коремът е светлокремав. Прилича на еловия певец, но брезовият певец има по-светли крака, както и по-дълга и по-светла човка. Еловият певец достига 11 сантиметра.

## Разпространение
Гнезди в северните и в по-умерените части на Европа и Азия.
Обитава откритите горски участъци.

## Начин на живот и хранене
Насекомоядна птица.

## Размножаване
Гнездото стои в ниските храсти.

## Допълнителни сведения
- Брезов певец, Phylloscopus Trochilus
- Брезов певец, Норвегия

1. ↑  Phylloscopus trochilus (Linnaeus, 1758). // IUCN Red List of Threatened Species. International Union for Conservation of Nature. Посетен на 27 декември 2021 г. (на английски)